# 565 a.C.

## Eventos
- Fundação da colónia grega de Alália, na ilha de Córsega.